# شهرستان لویس (نیویورک)
شهرستان لوئیس (به انگلیسی: Lewis County) واقع در ایالت نیویورک است. جمعیت این شهرستان بر اساس سرشماری سال ۲۰۱۰ آمریکا ۲۷۰۸۷ نفر گزارش شده‌است. مرکز شهرستان لوئیس شهر لاویل است.این شهرستان در سال ۱۸۰۵ بنیانگذاری شده و به افتخار مورگان لوئیس که در زمان تأسیس این شهرستان فرماندار نیویورک بود، لوئیس نام گرفته‌است.